# Питър Пан
Питър Пан (на английски: Peter Pan) е измислен герой, създаден от сър Джеймс Матю Бари през 1904 г., както и театрална пиеса, книга за деца и други вариации.
Самият Питър Пан е малко момче, което отказва да порасне и прекарва времето си в магически приключения.

## Сюжет
В пиесата, както и в романа, Питър кани Уенди Дарлинг да дойде в Небивалата земя и да стане майка на неговата банда на Изгубените момчета. Братята на Уенди – Джон и Майкъл, идват с нея. Следват много приключения, при което феята Менче-Звънче (Tinker Bell – в някои преводи – Камбанка, Зън-зън) почти загива, а Питър Пан успява да победи своя най-голям враг – силния пират Капитан Хук. В края на книгата Уенди решава, че мястото на нея и братята ѝ е у дома и тримата се връщат в Лондон. Питър остава в Небивалата земя, а Уенди пораства.

## Творческа история
Бари измисля Питър Пан в разказите, които предава на синовете на приятелката си Силвия Лъулин Дейвис, с която има взаимоотношения, макар и двамата да са женени.
Името на героя е съчетание от два източника: Питър Лъулин Дейвис, тогава най-малкия от момчетата, и Пан, бог на горите в древногръцката митология. Силвия Лъулин Дейвис умира от рак няколко години след смъртта на съпруга си и Бари е определен за един от настойниците на момчетата, като неофициално ги осиновява.
Предполага се, че вдъхновението за героя идва от по-големия брат на Бари – Дейвид, който умира на 13 години в инцидент с кънки и това засяга дълбоко майка му. Според Андрю Бъркин, автор на J.M. Barrie and the Lost Boys („Дж. М. Бари и Изгубените момчета“), смъртта на Дейвид е „невероятна катастрофа, от която тя никога не се съвзема напълно… Ако Маргарет О'Гилви се е почувствала добре от мисълта, че Дейвид, умирайки като момче, ще остане завинаги момче, Бари се е почувствал вдъхновен от това.“
Образът на Питър Пан за пръв път се появява в печата през 1902 г. в книга, наречена Бялата птичка ('The Little White Bird'), в която е романизирано отношението между Бари и децата на Лъулин Дейвис. Героят е използван в успешната театрална пиеса Питър Пан, или момчето, което никога няма да порасте. Премиерата на постановката е на 27 декември 1904 в Лондон.
През 1906 откъсите от Бялата птичка, в които участва Питър Пан, са публикувани в книгата Питър Пан в Кенсингтън Гардънс с илюстрации от Артър Ракъм. Бари след това адаптира пиесата за романа Питър и Уенди от 1911, който днес се продава основно под заглавието Питър Пан.
В Кенсингтън Гардънс в Лондон има статуя на Питър Пан, който си играе със свирка. Тя е дело на скулптора Джордж Фрамптън.

## Теми
Най-очевидната тема в цялата история е за (не)израстването, като Питър Пан иска да остане завинаги дете, за да не се ангажира с отговорностите на възрастните. „Синдромът на Питър Пан“ е психиатрически термин за възрастен човек, който се страхува от задълженията си и отказва да се държи в съответствие с възрастта си.
Според някои анализатори съществува и сексуална тема. От съвременна гледна точка флиртовете на Уенди с Питър, когато го целува; желанието му да има момиче на неговата възраст, която да бъде негова „майка“; конфликтът между чувствата му към Уенди и Менче-Звънче (всяка изразяваща различен женски първообраз); както и символиката на борбата му с Капитан Хук (обикновено ролята му се играе от човека, който играе бащата на Уенди) предполагат фройдистка интерпретация – със сексуални намеци.

## Уенди
Според някои Бари измисля името Уенди, но всъщност то е съществувало и преди това в САЩ и Великобритания, макар че било много рядко срещано. С „Питър Пан“ то става много популярно. Сродно е с уелското име Гуендит (Gwendydd) и се използва от Бари тогава, когато уелските имена отново идват на мода в Англия.

## В киното
- Бети Бронсън в „Питър Пан“ (1924)
- Гласът на Боби Дрискол в анимационния „Питър Пан“ (1953)
- Робин Уилямс в „Хук“ (1991)
- Гласът на Блейн Уийвър в анимационния „Питър Пан: Завръщане в Невърленд“ (2002)
- Джеръми Съмптър в „Питър Пан“ (2003)
- Ливай Милър в „Пан“ (2015)